# Peugeot Tipo 2
O Peugeot Tipo 2, ou Peugeot 2, é a nomenclatura do primeiro modelo de automóvel fabricado por Armand Peugeot, fundador da Peugeot em 1891.

## Histórico
Já ciente que os triciclos e motores a vapor não teriam vida longa no mercado, já quando da sua participação na Expo Mundial de 1889, quando expôs o seu Tipo 1, Armand Peugeot iniciou os entendimentos para obter o motor de Daimler, que acabaram por se concretizar com a Sra. Louise Sarazin, viúva de Edouard Sarazin, que detinha os direitos de fabricação os motores Daimler na França. A ideia de Armand Peugeot era de fabricar um automóvel semelhante ao Daimler Stahlradwagen. Os primeiros motores estavam disponíveis para Armand em março de 1890. A carroceria foi um projeto conjunto de Armand e seu colega engenheiro, Louis Rigoulot. Apesar de todo o esforço, a estreia do Tipo 2 só ocorreu em abril de 1891.

## Características
O Tipo 2 era um carro pequeno, de dois lugares, com apenas 2,3 m de comprimento, distância entre eixos de 1,4 m. Ele era impulsionado por um motor Daimler de dois cilindros em "V" de 565 cc e 2 hp de potência. A transmissão era feita por intermédio de uma corrente dentada, e a velocidade máxima era de 18 km/h. As linhas gerais do veículo eram semelhantes às do Stahlradwagen, sobre o qual Armand fez melhorias na carroceria e no sistema de refrigeração à água, fazendo-a passar por tubos que formavam a estrutura de suporte. Além disso, o Tipo 2 trazia finalmente um verdadeiro sistema de suspensão, apesar de rudimentar.

## Produção
Apesar do sucesso das inovações técnicas, apenas quatro exemplares do Peugeot Tipo 2 foram construídos, portanto, ele não pode ser considerado um sucesso dos pontos de vista comercial e industrial. O público teria que se acostumar com as novidades e ter os meios econômicos para adquirir um. Ele pode, no entanto, ser considerado um modelo de transição para um novo modelo, projetado para ser mais bem-sucedido, não apenas do ponto de vista comercial, o Tipo 3.

## O Visionário
O esforço para produzir o Tipo 2, fez com que Armand Peugeot entendesse que precisaria se associar a outros para produzir automóveis cada vez mais inovadores, permanecendo sempre na liderança nesse campo. Com a adoção de parcerias industriais com Serpollet, Daimler e Michelin, Armand esteve sempre à frente na utilização das inovações tecnológicas do seu tempo: do vapor à gasolina, do guidão ao volante, da roda ao pneu. Esta prática de parcerias industriais seguiu sendo utilizada, fazendo da Peugeot uma das maiores empresas do setor automobilístico mundial.